# Seifenkistenrennen in Venice
Seifenkistenrennen in Venice (Originaltitel: Kid Auto Races at Venice, Cal.; auch bekannt als Kid Auto Races oder The Pest) ist ein US-amerikanischer Kurzfilm aus dem Jahr 1914. Die von den Keystone Studios produzierte Komödie zeigt einen Filmregisseur, dessen Dreharbeiten bei einem Seifenkistenrennen von einem neugierigen Zuschauer gestört werden. Als Störenfried war Charles Chaplin erstmals in der Rolle des Tramps zu sehen.

## Inhalt
Der Film beginnt mit Aufnahmen eines Seifenkistenrennens. Ein nachlässig gekleideter Mann stellt sich dabei zufällig neben eine Kamera, die das Rennen filmt. Der Kameramann und sein Regisseur bitten den Tramp höflich, aus dem Bild zu gehen. Dieses weckt aber das Interesse des Tramps, der sich fortan immer wieder ins Bildfeld der Kamera drängt. Bei einem Kameraschwenk durchquert er die Rennbahn, um nicht aus dem Bildrahmen zu treten, in einer weiteren Einstellung sieht man ihn die Rennbahn entlang auf die Kamera zulaufen.
Auch als der Kameramann eine neue Position am Rande einer gefährlichen Kurve bezieht, folgt der Tramp dem Filmteam. Weder die heranbrausenden Fahrzeuge, noch der immer wütender und gewalttätiger reagierende Regisseur können ihn vertreiben. In der letzten Einstellung des Films sieht man den Tramp direkt vor der Kamera stehend Grimassen ziehen.

## Produktion und Veröffentlichung

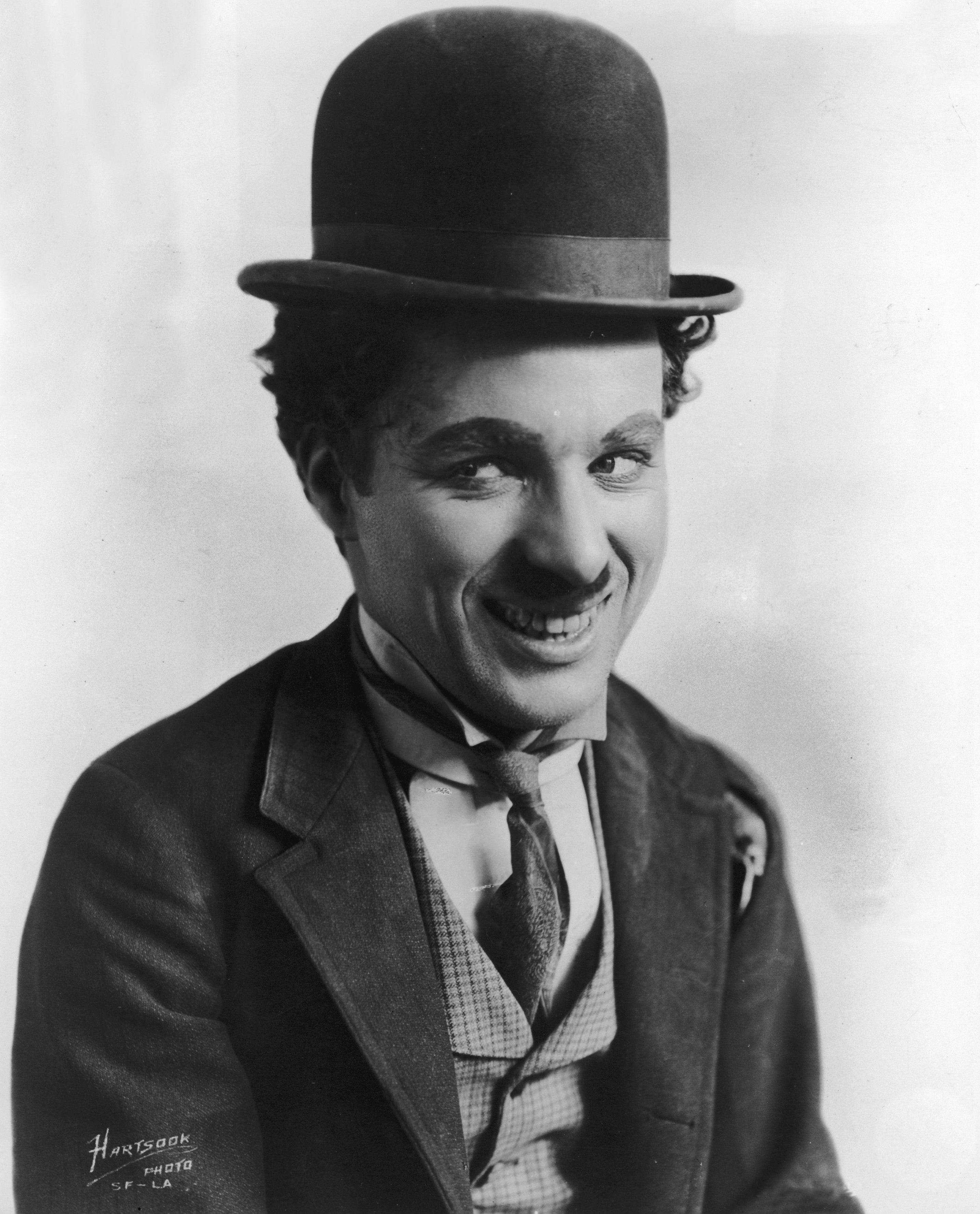
Charles Chaplin in der Rolle des Tramps (Fotografie von 1915)

Charles Chaplin war bereits ein gefeierter Bühnenstar in seinem Heimatland England, als ihm auf einer Tournee durch die Vereinigten Staaten ein Filmvertrag angeboten wurde. Chaplin unterschrieb im Herbst 1913 einen Einjahresvertrag mit den Keystone Studios und verließ Ende November 1913 Fred Karnos Theatertruppe. Die Keystone Studios hatten sich nach ihrer Gründung im Jahr 1912 unter der Leitung von Mack Sennett innerhalb weniger Monate zu dem führenden Produzenten von Slapstick-Komödien entwickelt, bei denen vor allem die Filme mit den Keystone Kops herausragten.
Als Chaplin zur Jahreswende 1913/1914 seine Arbeit bei Sennett aufnahm, war er zunächst von dem kreativen Chaos überwältigt. Anfang Januar 1914 stand er schließlich erstmals vor der Kamera und spielte unter der Regie von Henry Lehrman in dem Kurzfilm Making a Living den Bösewicht, kostümiert mit Zylinder, einem Monokel und einem herunterhängenden Schnurrbart. In seinem zweiten Film, Mabel’s Strange Predicament, spielte Chaplin an der Seite von Mabel Normand einen heruntergekommenen Tramp. Der Legende nach stellte Chaplin das Kostüm für diese Rolle spontan aus verschiedenen Garderobenstücken zusammen. So lieh er sich ein altes Paar Schuhe von Ford Sterling, eine übergroße Hose von Roscoe „Fatty“ Arbuckle, eine Melone von Arbuckles Schwiegervater, eine zu kleine Jacke von Charles Avery und den falschen Bart von Mack Swain. Mit dieser Kleidung trat Charles Chaplin erstmals am 6. Januar 1914 vor die Kamera. Mabel’s Strange Predicament war eine vergleichsweise aufwendige Produktion von Keystone, die sich über mehrere Drehtage hinzog und erst am 12. Januar beendet wurde.
Als die Dreharbeiten für einen Tag unterbrochen werden mussten, wurde spontan die Arbeit an einem anderen Film aufgenommen, der am Nachmittag des 10. Januar 1914 innerhalb von 45 Minuten fertiggestellt wurde. Als Schauplatz wurden Seifenkistenrennen in der Küstenstadt Venice am Rande der Metropole Los Angeles ausgewählt. Lehrmann, der auch bei Mabel’s Strange Predicament Regie geführt hatte, bezog mit einem Kamerateam und Chaplin als einzigem Darsteller seinen Standort am Rande der Rampe, an der die Seifenkisten starteten. Lehrman filmte zunächst das Renngeschehen, es musste aber zusätzlich eine komische Handlung her. Auf Vorschlag Chaplins einigte man sich darauf, dass Chaplin in der Rolle des Tramps die Filmarbeiten stören und sich immer aufdringlicher in den Vordergrund drängeln sollte. Ohne ein vorgegebenes Drehbuch konnte Chaplin spontane Einfälle umsetzen, das nichts ahnende Publikum der Rennen reagierte dabei amüsiert auf die Aktionen des kleinen Tramps.
Bereits vier Wochen später, am 7. Februar 1914, wurde der Film Seifenkistenrennen in Venice erstmals aufgeführt. Der Film hatte eine Länge von 174 m und wurde zusammen mit dem Dokumentarfilm Olives and their Oil als Einakter gezeigt. Zwei Tage später feierte schließlich auch Mabel’s Strange Predicament seine Premiere. Unter Filmhistorikern war lange umstritten, ob Chaplin tatsächlich zuerst in Mabel’s Strange Predicament die Rolle des Tramps gespielt hatte. Da die Produktionspläne der Keystone Studios überliefert sind und die in Seifenkistenrennen in Venice gezeigte Veranstaltung auf den 10. Januar 1914 datiert werden konnte, gilt es inzwischen als gesichert, dass Chaplin als Tramp erstmals für Mabel’s Strange Predicament vor der Kamera stand, er aber zuerst in Seifenkistenrennen in Venice in der Rolle, die ihn berühmt machen sollte, auf der Leinwand zu sehen war.
Seifenkistenrennen in Venice zählt zu den Chaplin-Filmen, die regelmäßig wiederveröffentlicht wurden und in Ausschnitten in zahlreichen Dokumentarfilmen gezeigt wurden. Dabei wurde der Film mehrmals umgeschnitten und mit neuen Zwischentiteln versehen. So wurde der Film 1916 von Mack Sennett unter dem Titel Take My Picture neu herausgegeben. Unter dem Titel The Pest wurde 1918 eine neue Schnittfassung von W.H. Productions veröffentlicht. Im Rahmen eines internationalen Projektes zur Konservierung und Restaurierung der frühen Werke Chaplins wurde der Film Anfang der 2000er Jahre vom National Archive des British Film Institute restauriert. Als Basis dienten eine getonte Kopie aus dem Jahr 1920, eine Kopie der Wiederveröffentlichung Take my Picture sowie eine Negativkopie aus der Sammlung der Library of Congress. Die restaurierte Fassung hat eine Länge von 130 m und wurde Ende 2010 auf DVD veröffentlicht. 2020 erfolgte die Aufnahme in das National Film Registry.

## Rezeption
Trotz der einfachen Handlung und Inszenierung, die heute eher wie eine Probeaufnahme wirkt, entwickelte sich Seifenkistenrennen in Venice zu einem Erfolg und markiert den Beginn der Karriere Chaplins. Der Rezensent der Zeitschrift The Cinema pries den Film als einen der witzigsten, die er je gesehen hatte. Chaplin sei der geborene Filmkomiker, er zeige Dinge, die man nie zuvor auf der Leinwand gesehen habe. Das Branchenblatt Cinematograph Exhibitors’ Mail sagte im Februar 1914 „ohne ein großes Risiko“ einzugehen voraus, dass Chaplin innerhalb von sechs Monaten zu einem der weltweit populärsten Filmkomiker avancieren würde.
Filmhistoriker wie Harry M. Geduld sehen Chaplins Rolle in Seifenkistenrennen in Venice nur als Rohentwurf der in den folgenden Monaten zuerst bei Keystone und dann ab 1915 bei Essanay weiter perfektionieren Figur des Tramps. Auch für den Filmwissenschaftler John McCabe ist der Tramp in diesem Film noch im „Embryonalstadium“. Die Figur schaffe es aber, sich durch ihre Interaktion mit der Filmkamera für immer mit dem Publikum zu verbinden. Walter Kerr hält ebenfalls Chaplins Umgang mit der Kamera für den entscheidenden Moment in Seifenkistenrennen in Venice: „Er macht sich langsam aber sicher unsterblich, sowohl als Filmfigur wie als unvergesslicher professioneller Komiker. Und er tut das, indem er uns auf die Kamera als Kamera aufmerksam macht.“
Nach Ansicht des Chaplin-Biografen James L. Neibaur reagierte auch deshalb das Publikum so begeistert auf Chaplins Figur, weil es sich mit ihr identifizieren konnte. Chaplins Tramp war ein „Underdog“, der es wagte, sich mit Höhergestellten anzulegen. Er trat dabei deutlich subtiler auf als die üblichen, stark überzeichneten Figuren der Keystone-Komödien. Die Eigenheiten des Tramps, den Chaplin schließlich in den nächsten 22 Jahren spielen sollte, waren dabei bereits bei seinem ersten Leinwandauftritt erkennbar. Zu den in späteren Filmen wiederholten Einlagen, die Chaplin erstmals in Seifenkistenrennen in Venice zeigte, zählte unter anderem das akrobatische Wegkicken eines Zigarettenstummels. Die Außenaufnahmen in Venice dokumentierten dabei den Moment, in dem das Rennpublikum erstmals Chaplins Kunst wahrnimmt.
Obwohl die Handlung des Films improvisiert war, sehen Biografen wie David Robinson oder Paul Merton in Seifenkistenrennen in Venice eine Widerspiegelung des angespannten Verhältnisses zwischen Charles Chaplin und Henry Lehrmann, der Regisseur bei den ersten vier Filmen Chaplins war. Daneben persifliert der Film das gesamte Filmgeschäft. Lehrman tritt in dem Film als Dokumentarfilmer auf, der von dem Tramp bei der Arbeit gestört wird, somit könne man Seifenkistenrennen in Venice laut Tom Brown auch als Mockumentary betrachten.